# Aníbal César Valdez de Passos e Sousa
Aníbal César Valdez de Passos e Sousa GOTE • ComC • GOA • GCA • MPBS • MOBS • MOSD • MPMM • MOCE • ComIP (Elvas ou Portalegre, 8 de Novembro de 1884 – Lisboa, 1954) foi um General português.

## Biografia
Segundo filho varão de Rudolfo Augusto de Passos e Sousa (Chaves, 19 de Setembro de 1852 – Elvas, 1910), Coronel de Infantaria, e de sua mulher Angelina Augusta Travassos Valdez (Elvas, 27 de Março de 1860 – ?), filha natural de João Travassos Valdez (Elvas, 11 de Novembro de 1822 – Elvas, 2 de Março de 1901), General de Brigada, sobrinho paterno e sobrinho materno por afinidade e primo-sobrinho do 1.º Barão do Bonfim e 1.º Conde do Bonfim, e de Genoveva Lobo.
Oficial General da Arma de Artilharia do Exército, a 8 de Agosto de 1903, aos 18 anos, alistou-se como voluntário no Regimento de Cavalaria da Praça de Elvas ou Regimento de Cavalaria N.º 10, e, em 1906, ingressou na Escola do Exército, na qual tirou e completou o curso da sua Arma de Artilharia em 1908-1909. Foi, então, a 1 de Novembro de 1909, promovido ao posto de Alferes, e colocado no Grupo de Baterias de Artilharia de Montanha ou Grupo de Artilharia de Montanha.
Promovido a Tenente a 1 de Dezembro de 1911, habilitou-se e diplomou-se, em 1915, com o curso do Estado-Maior na Escola do Exército, no qual obteve a classificação de Distinto.
Com o posto de Capitão a 1 de Dezembro de 1915, serviu e fez parte do Corpo Expedicionário Português na Província de Moçambique na Primeira Guerra Mundial de 31 de Março a 22 de Dezembro de 1917.
No ano seguinte, em 1918, entrou para o Corpo do Estado-Maior, e, com a patente de Major a 20 de Julho de 1918, foi nomeado no mesmo dia e exerceu o cargo de Chefe do Estado-Maior da antiga 2.ª Divisão do Exército, com sede em Viseu, até 30 de Março de 1919. A 31 de Março de 1919, era nomeado Chefe do Estado-Maior da Brigada de Cavalaria, em Estremoz, até 28 de Junho de 1919. Professor do Colégio Militar, a partir de 1919 e até 1922, e novamente de 1924 a 1931, no ano seguinte, em 1920, era Instrutor da Escola de Oficiais, em Runa. Nesse mesmo ano, passou a exercer o cargo de Chefe do Estado-Maior da antiga Direcção-Geral de Transportes do Ministério da Guerra, de 2 de Outubro de 1920 a 4 de Fevereiro de 1922, e, novamente, a 7 de Dezembro de 1922, já Tenente-Coronel desde 27 de Maio de 1922, o de Director-Geral de Transportes, lugar em que se manteve até 23 de Julho de 1923. Foi, então, nomeado Professor do Instituto Militar dos Pupilos do Exército de 1923 a 1924. Dois anos depois, em 1925, regressou ao Estado-Maior do Exército.
Em todas estas missões de serviço deu reconhecidas provas da sua competência, tendo, ainda, desempenhado várias outras funções, entre as quais as de Chefe da Repartição do Estado-Maior do Exército e chefiou a 2.ª Repartição da 4.ª Direcção-Geral do Ministério da Guerra e a 3.ª Repartição da 3.ª Direcção-Geral do Ministério da Guerra.
Foi, também, Instrutor Permanente na Escola Central de Oficiais, e serviu, entre outras, no Grupo de Artilharia de Guarnição N.º 5, no Grupo de Artilharia Pesada N.º 1, no Grupo de Artilharia Pesada N.º 2, no Batalhão de Artilharia de Guarnição e no Batalhão de Artilharia de Costa e comandou o Regimento de Artilharia Pesada N.º 1 e o Regimento de Artilharia de Costa N.º 2.
Ministro da Guerra a 29 de Novembro de 1926, coube-lhe jugular o Movimento Revolucionário de 7 de Fevereiro de 1927, que deflagrara primeiro no Porto. Seguiu para ali à frente das tropas fiéis a 3 de Fevereiro de 1927, ocupou a cidade a 7 e regressou a Lisboa, a fim de esmagar o Movimento que alastrava, o que conseguiu. Foi Ministro da Guerra até 18 de Abril de 1928.
A 31 de Maio de 1927, foi nomeado Membro para o Conselho-Geral das Estradas e Turismo. A 10 de Março de 1928, foi nomeado Director-Geral Interino do Ensino Primário e Normal.
A 22 de Agosto de 1931 foi promovido ao posto de Coronel.
Em 1933, presidiu ao Júri de Exames de Capitães candidatos ao posto de Major. Em Setembro de 1933, passou a exercer o cargo de Instrutor permanente da Escola Central de Oficiais.
É da sua autoria o livro intitulado Artilharia e Artilheiros de Elvas, que publicou em 1934, bem como outros trabalhos militares e, ainda, no "Arquivo Transtagano", alguns estudos de investigação histórica, relativos a Elvas.
Voltou a sobraçar a pasta da Guerra de 23 de Outubro de 1934 a 18 de Janeiro de 1936, ao mesmo tempo que chefiou a Repartição de Gabinete do Ministro da Guerra de 23 de Outubro de 1934 a 12 de Maio de 1936. Como, desde 25 de Janeiro a 5 de Fevereiro de 1936, tivesse que desempenhar a missão de Adido Militar em Madrid, foi substituído pelo seu colega no Ministério, o Major de Engenharia Joaquim José de Andrade e Silva Abranches, Ministro das Obras Públicas e Comunicações.
Em 1936, fez tirocínio para Brigadeiro, que concluiu com alta classificação, sendo promovido a este posto a 29 de Dezembro de 1939, quando Inspector de Artilharia. Em 1937, comandou o Regimento de Artilharia de Costa N.º 2. Nesse mesmo ano, foi novamente nomeado Instrutor Permanente da Escola Central de Oficiais. De 28 de Maio de 1938 a 14 de Janeiro de 1939, exerceu interinamente as funções de Inspector da 2.ª, e depois da 3.ª Inspecções de Artilharia, que acumulou com as de Instrutor Permanente da Escola Central de Oficiais. Seguidamente, a 31 de Agosto de 1940, foi nomeado Professor do Curso de Altos Comandos e ocupou o cargo de Director dos cursos para a promoção ao posto de Major e ao de Coronel das diversas Armas e Serviços, na Academia de Altos Estudos Militares, depois Instituto de Altos Estudos Militares. A 2 de Maio de 1941, foi nomeado Administrador Geral do Exército.
A 6 de Maio de 1941, foi promovido a General e a 14 de Agosto de 1942 foi investido e assumiu o cargo de Comandante Militar dos Açores, em que manifestou os seus excepcionais dotes de ponderação e competência, funções essas que exerceu até 29 de Janeiro de 1945. Os serviços prestados ao seu País nestas delicadas funções foram notáveis.
Em 1945, foi nomeado Major-General do Exército. Em seguida, foi nomeado Vice-Presidente do Conselho Superior do Exército. De 14 a 22 de Outubro de 1945, participou, dirigindo-as, nas manobras militares que então se realizaram no País.
A 31 de Março de 1950 foi nomeado Chanceler do Conselho da Ordem Militar de Avis. Por ter sido extinta a Majoria-Geral do Exército, passou a desempenhar o cargo de Inspector-Superior do Exército, a 15 de Agosto de 1950.
A 5/17 de Agosto de 1950 foi investido no cargo de 1.º Chefe do Estado-Maior-General das Forças Armadas de Portugal, que exerceu até passar ao Quadro de Reserva, a 8 de Novembro / 6 de Dezembro de 1951, por ter atingido o limite de idade.
Foi Lugar-Tenente de D. Duarte Nuno de Bragança, por sua nomeação em Outubro de 1953, sucedendo nesse cargo ao Dr. Domingos Fezas Vital.
Casou com Sofia Adelaide Pires Leitão, da qual teve uma única filha, Sofia Leitão Valdez de Passos e Sousa, solteira e sem geração.
Foi irmão mais novo do Coronel Abílio Augusto Valdez de Passos e Sousa e do Tenente Augusto Valdez de Passos e Sousa.

### Condecorações
Na sua longa carreira, na sua honrosa folha de serviços, estão exaradas, além de numerosos e importantes louvores que conta, dos quais se destacam dois por serviços em campanha e oito em "Ordem do Exército", as várias condecorações que possuía, entre elas a Medalha Militar de Ouro de Comportamento Exemplar, a Medalha Comemorativa da Expedição de Moçambique, com a legenda "Moçambique, 1917", a Medalha da Vitória, a Medalha de Bons Serviços em Campanha, a Medalha Militar de Prata de Bons Serviços e a Medalha Militar de Ouro de Bons Serviços, com a letra C, a Medalha de 1.ª Classe de Mérito Militar e mais uma Medalha Militar de Ouro de Serviços Distintos.
- Comendador da Ordem Militar de Nosso Senhor Jesus Cristo[4] de Portugal (3 de Fevereiro de 1923)[5]
- Comendador da Ordem da Instrução Pública[1][4] de Portugal (5 de Outubro de 1932)[5]
- Grande-Oficial da Ordem Militar de São Bento de Avis[1] de Portugal (5 de Outubro de 1935)[5]
- Grã-Cruz da Ordem Militar de São Bento de Avis[4] de Portugal (27 de Janeiro de 1945)[5]
- Grande-Oficial da Antiga e Muito Nobre Ordem Militar da Torre e Espada, do Valor, Lealdade e Mérito[4] de Portugal (28 de Fevereiro de 1947)[5]
- Grande-Oficial da Ordem de Ouissam Alaoui[4] de Marrocos (? de ? de 19??)
- Excelentíssimo Senhor Grã-Cruz com Distintivo Branco da Ordem do Mérito Militar[4] de Espanha (? de ? de 19??)
- Comendador-em-Chefe da Legião do Mérito dos Estados Unidos da América[4] (? de ? de 19??), pelo Presidente Harry S. Truman